# Jovan Jovanović Zmaj
Jovan Jovanović Zmaj (srbsky Јован Јовановић Змај; 24. listopadu 1833, Novi Sad – 3. června 1904, Sremska Kamenica) byl významný srbský spisovatel, lyrik z období srbského romantismu.
Během celého svého života přispěvatel do literárních, politických i dětských časopisů, se díky svým sbírkám básní v Srbsku a jeho okolí proslavil. Vzorem byl Zmajovi Branko Radičević, srbský romanopisec poloviny 19. století a blízký přítel Vuka Karadžiće. Jovanović byl aktivní jako romantik i dlouho do období realismu; realistická tvorba nebyla v Srbsku zcela stejného rysu jako v jiných evropských zemích a přišla později.

## Život
V mládí studoval Zmaj střední školu v rodném v Novém Sadu a také v Bratislavě, vysokou školu – práva – pak v Praze, Vídni a nakonec lékařství Budapešti. Šťastně se oženil a v Novém Sadu prožil nejaktivnější období. Později (1870) v maďarské metropoli vystudoval medicínu a vykonával lékařskou praxi. Nedlouho poté mu však zemřela žena i děti; svoji tragédii shrnul do básní s názvem „Đulići uveoci“. Později se věnoval tvorbě literatury pro děti, sepsal sbírku básní Čika Jova, kde se snažil nejmenší čtenáře seznámit nejen s básněmi jako takovými, ale také jim vštěpovat i řadu morálních hodnot.

Mezi nejznámější díla Jovanoviće Zmaje patří „Đulići“ a „Đulići uveoci“; první se věnují šťastnému rodičovskému životu, druhé pak o lásce k bližním a jejich ztrátě. Kromě lyrických básní ale Zmaj psal také i satirické a politické básně, v oblasti tvorby, ať už lyrické, tak satirické nastavil vysokou laťku, takže ovlivnil domácí autory, ale také například i řadu chorvatských spisovatelů, nadlouho dopředu.

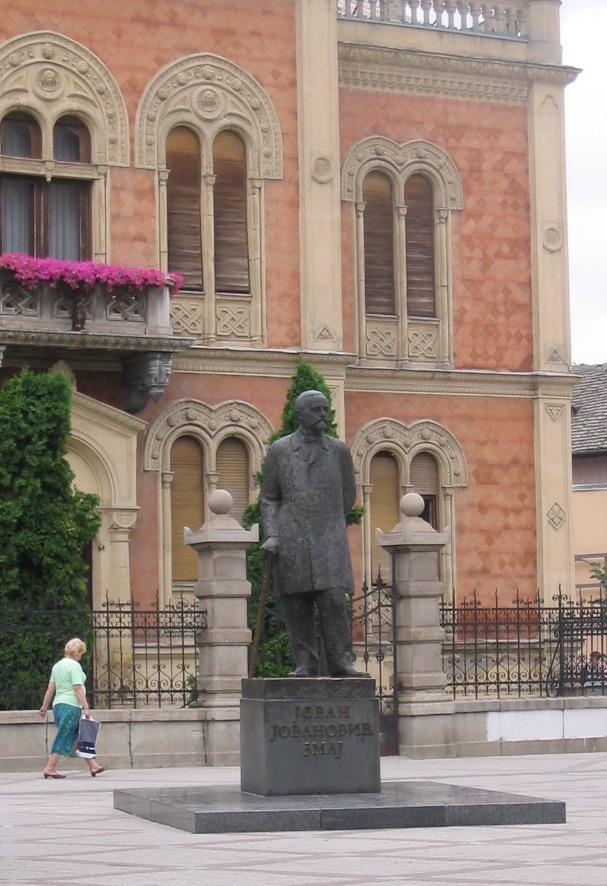
Zmajova socha v Novém Sadu

Zmaj také překládal, do srbštiny hlavně díla maďarských autorů (například Sándora Petőfiho a Jánose Aranyho), pracoval ale i na překladech z němčiny. Zpopularizoval také i řadu básní z arabského i tureckého prostředí, či sepsal nové v podobném stylu (např. „Lem Edim“ i „Selim-beg“). Vzhledem k tomu, že byl Jovanović velmi oblíbeným básníkem, nesla Sremska Kamenica po několik let jméno „Zmajeva Kamenica“